# Col de Hải Vân
Le col de Hải Vân (en vietnamien : Đèo Hải Vân), ou col des Nuages, est un col au centre du Viêt Nam. Le col fait non seulement la frontière naturelle entre la ville de Huế et la ville de Đà Nẵng mais aussi marque la différence d'accent de leur population. Il fait 21 km de long. Avant la mise en place du tunnel de Hải Vân en 2005, il représentait un important goulet d'étranglement routier. Au sommet de la montagne, il y a une porte (Hải Vân Quan) sur laquelle sont gravés les mots « la première porte du Vietnam ».

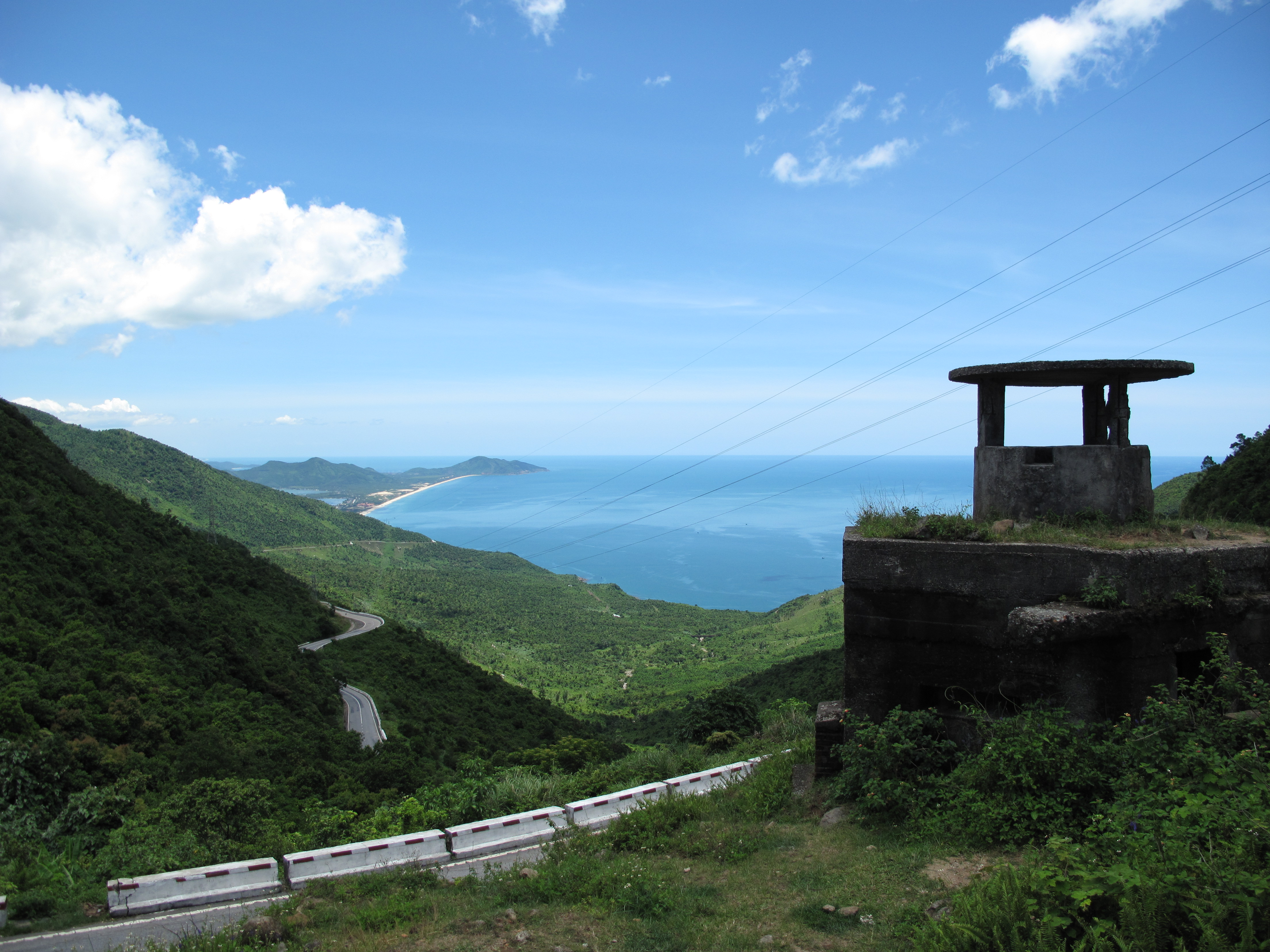
Vue vers le nord en direction de la côte.
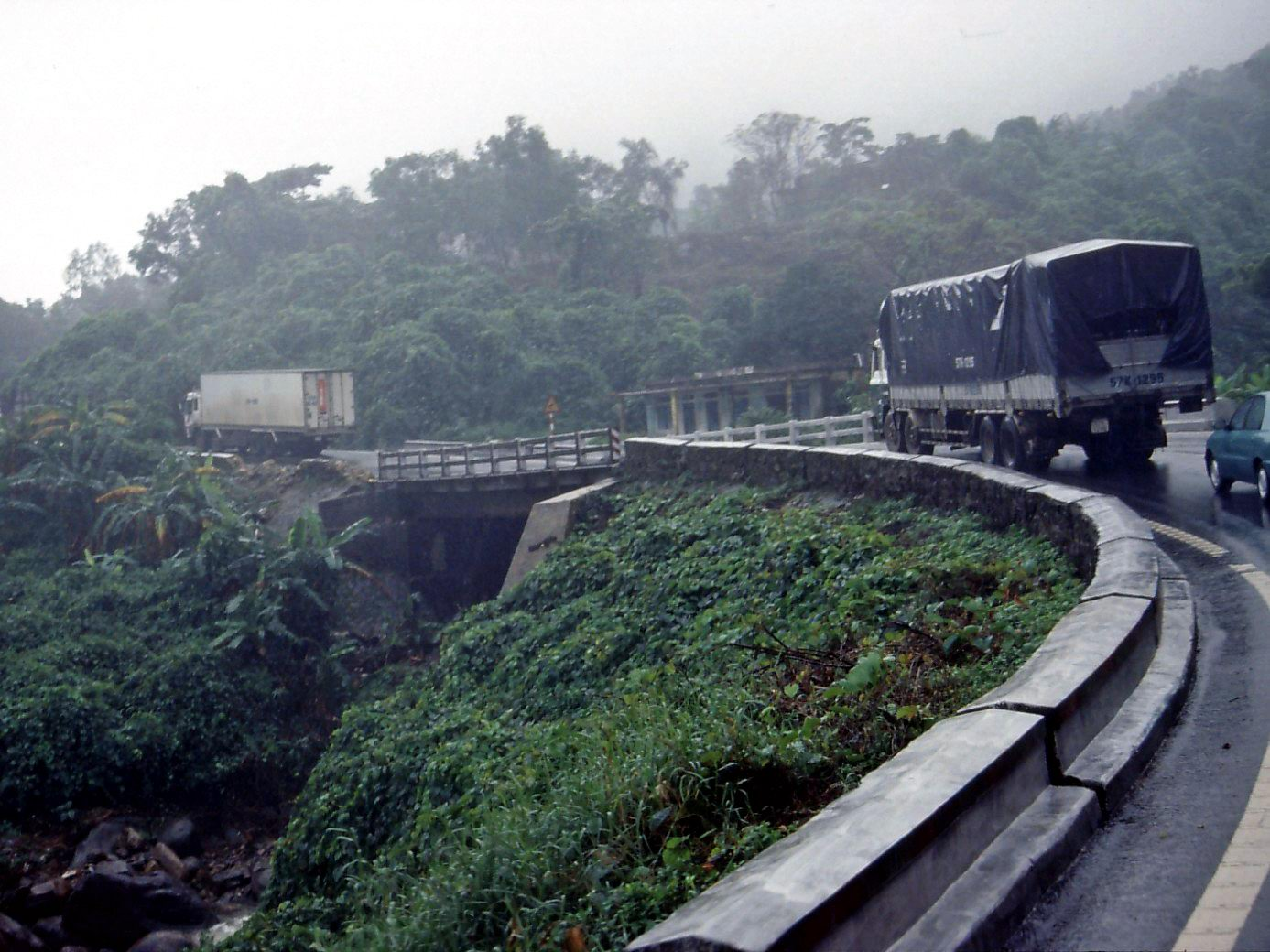
Camions dans la montée du col de Hải Vân en décembre 2004.